# He's the King
«He's the King» (en español: «Él es el Rey») es una canción grabada por la cantante galesa Bonnie Tyler por su duodécimo álbum de estudio, All in One Voice (1998). Fue lanzado en diciembre de 1997 por East West Records como el primer sencillo del álbum. La canción fue escrita por los compositores alemanes Harold Faltermeyer y Gernot Rothenbach.
«He's the King» llegó al número 95 en el Top 40 de sencillos de Alemania, publicado un año antes que el álbum. La canción apareció en 1997 en la banda sonora de la película alemana Der König von St. Pauli, donde Tyler se puede ver interpretando la canción en un club nocturno. 

## Grabación
La canción fue grabada en el estudio Red Deer en Berlín.

## Lista de canciones
«He's the King» fue lanzado en maxisencillo en diciembre de 1997. El cuarto tema es el tema de Der König von St. Pauli, compuesta por Harold Faltermeyer. La voz de Tyler no cuentan en esta pista.
1. «He's the King» (Versión de radio) – 3:45
2. «He's The King» (Versión extendida) – 4:43
3. «He's The King» (Mezcla acústica) – 4:12
4. «Der König von St. Pauli» (Tema) – 3:55

## Posicionamiento en listas
| Listas (1997)               | Posición |
| --------------------------- | -------- |
| Alemania (Media Control AG) | 95       |

## Créditos y personal
Créditos y personal adaptados de notas álbum.
- Bonnie Tyler – Voz principal
- Harold Faltermeyer – Escritor, productor, Instrumento de teclado, Acordeón
- Gernot Rothenbach – Escritor, productor
- Wesley Plass – Guitarra eléctrica
- Andreas Linse – Instrumento de teclado
- Miriam Stockley – Coros
- Tessa Niles – Coros
- Lance Ellington – Coros